# Tutin
Tutin (serbisch-kyrillisch Тутин) ist eine Kleinstadt im Südwesten Serbiens im Bezirk Raška. Sie ist Verwaltungssitz der gleichnamigen Gemeinde mit 33.053 Einwohnern.

## Geografie
Die Gemeinde liegt in der historischen und grenzübergreifenden Region Sandžak und ist nur wenige Kilometer vor der montenegrinischen Grenze entfernt. Die Stadt ist von Bergen umgeben und liegt in einem Talkessel auf 867 Meter Höhe. Tutin ist 35 km südwestlich von Novi Pazar entfernt. Tutin hat die drittgrößte Einwohnerzahl im Bezirk Raška. Nur Kragujevac und Novi Pazar weisen mit über 100.000 Einwohner eine größere Einwohnerzahl auf.
Unweit von Tutin hat der Fluss Ibar seinen Lauf.

## Bevölkerung
Die Gemeinde Tutin mit der Stadt zählte laut der 2022 durchgeführten Volkszählung 33.053 Einwohner. Davon bezeichneten sich 92 Prozent als Bosniaken und 2,13 Prozent als Serben. Neben den Bosniaken und Serben gibt es auch weitere Minderheiten, wie die ethnischen Muslime mit 1,03 Prozent oder Goranen mit 0,16 Prozent.
Die Stadt erlebte seit längerem einen verhältnismäßig robusten Aufschwung, was in einer deutlich sichtbaren Bautätigkeit im gesamten Stadtgebiet zum Ausdruck kam.

## Persönlichkeiten
- Mujo Muković (* 1963), Politiker
- Saffet Sancaklı (* 1966), serbisch-türkischer Fußballspieler
- Mensur Suljović (* 1972), serbisch-österreichischer Dartspieler

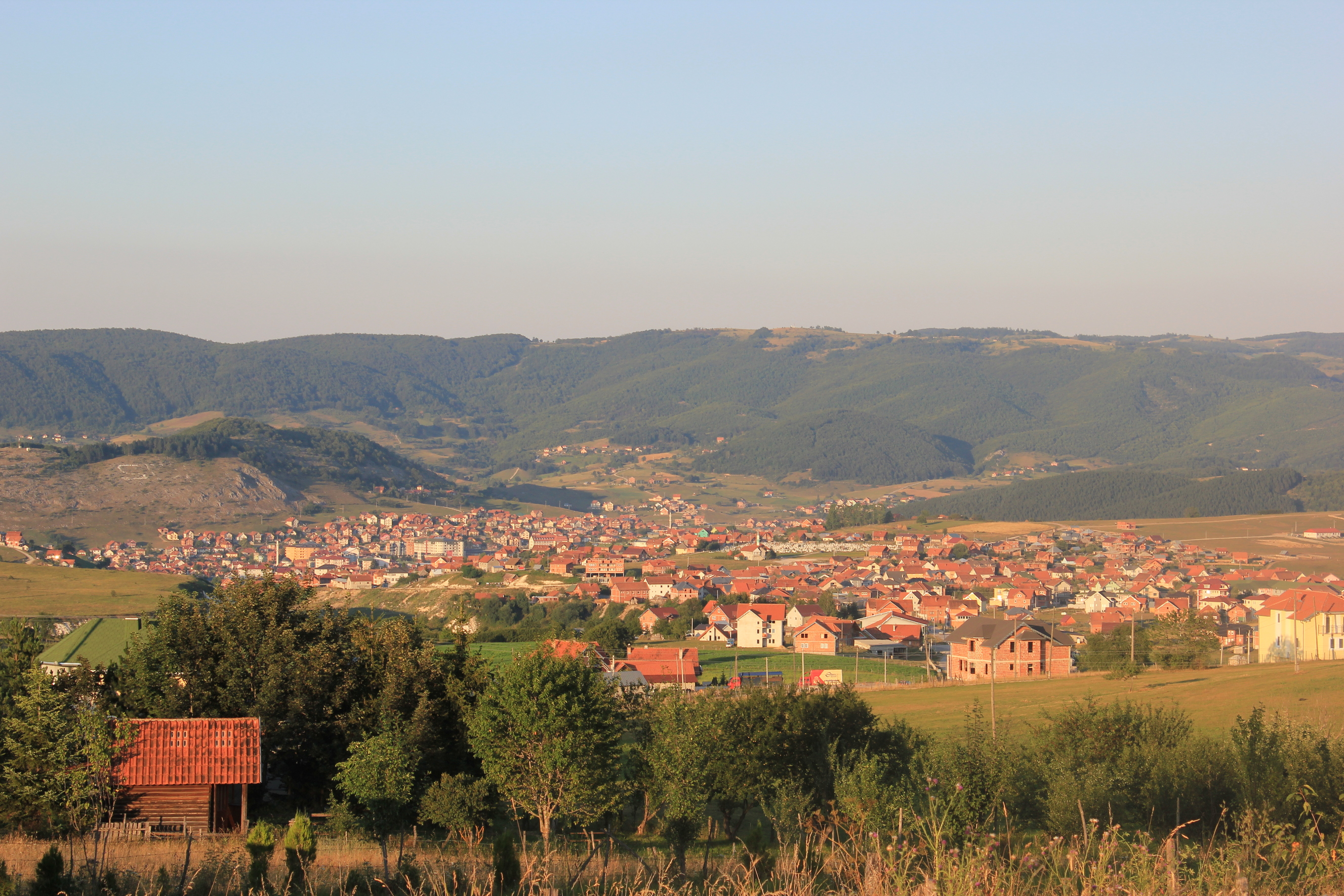
Blick auf Tutin

## Städtepartnerschaften
Partnerstädte von Tutin sind:
| - Mostar in Bosnien und Herzegowina |